# Can't Get Enough (canción)
«Can't Get Enough» es una canción de la banda estadounidense de rock Bad Company. Fue publicada el 10 de mayo de 1974 como el sencillo principal de su álbum debut de 1974 del mismo nombre.

## Composición y arreglos
La canción fue compuesta en un compás de 4
4 con un tempo de 110 pulsaciones por minuto y está escrita en la tonalidad de fa mayor. Las voces van desde G4 a C6. Musicalmente, «Can't Get Enough» ha sido descrita como una canción de hard rock y blues rock. Compuesta por el guitarrista Mick Ralphs, la canción usa el mismo riff que «One of the Boys» de Mott the Hoople.

## Recepción de la crítica
Un escritor no especificado de Billboard comentó: “El primer lanzamiento del sello de Led Zeppelin es hard rock de un conjunto de ex alumnos experimentados de grupos británicos. Bad Company está justo en la frontera entre el rock de buen tiempo y el heavy metal, y tiene energía de sobra”. Un escritor no especificado de la revista Cash Box declaró: “Orientado al Top 40 con un estilo más pesado, todo funciona en este disco para convertirlo en un éxito único seguro y en un futuro supergrupo al que prestar atención tanto en los ojos como en los oídos”. Un escritor no especificado de Record World le otorgó el certificado de “Hit of the Week”, y escribió: “El cantante principal Paul Rodgers es una potencia lo suficientemente controlada como para convertir esto en un sólido Top 40”.

## Lista de canciones
- 7-inch single – Island WIP 6191[6]

1. «Can't Get Enough» (Mick Ralphs) – 3:20
2. «Little Miss Fortune» – (Paul Rodgers, Ralphs) – 3:52

## Créditos y personal
Créditos adaptados desde las notas de álbum de Bad Company.
Bad Company
- Paul Rodgers – voz principal, guitarra rítmica
- Mick Ralphs – guitarra líder
- Boz Burrell – bajo eléctrico
- Simon Kirke – batería

Personal técnico
- Bad Company – producción
- Ron Nevison – ingeniero de audio, mezclas
- Ron Fawcus – operador de cinta

## Versiones alternativas
Para la remasterización de Bad Company de Rhino Records de 2015, Richard Digby Smith mezcló las versiones alternativas de «Can't Get Enough» a partir de la multipista original en noviembre de 2014. De las 13 canciones adicionales, 3 eran versiones alternativas de «Can't Get Enough»: la toma #8 de la canción, una versión editada, publicada como sencillo, y una versión con un órgano Hammond.